# Bob Hanf
Bob Hanf, né le 25 novembre 1894 à Amsterdam de parents allemands et mort en déportation le 30 septembre 1944 à Auschwitz, est un écrivain et compositeur néerlandais.

## Biographie
Bob Hanf a pris des cours avec Louis Zimmermann (nl) puis a été violon solo du Concertgebouw et a pris des cours de dessin avec George Hendrik Breitner. Il a écrit de la poésie, de la prose et des pièces de théâtre. Il a composé des chansons sur des textes de Rilke, Kafka et Goethe, entre autres, et a écrit des pièces pour violon, piano, des trios ainsi qu’un opéra.
En 1942, en raison de ses origines juives allemandes, Hanf a été contraint de se cacher des occupants allemands. Cependant, le 23 avril 1944, le Sicherheitsdienst l’a localisé. Il a d’abord été déporté au camp de Westerbork avant d’être déporté à Auschwitz, où il est mort.
Une grande partie de son œuvre a été conservée et a été gérée par son frère, Frits Hanf. Hanf n’a que rarement vendu ou produit d’œuvres sur commande. Il se trouvait trop peu important pour ça.

## Source
- (nl) Cet article est partiellement ou en totalité issu de l’article de Wikipédia en néerlandais intitulé « Bob Hanf » (voir la liste des auteurs).